# Saman Fa’ezi
Saman Fa’ezi (pers. سامان فائزی; ur. 23 sierpnia 1991) – irański siatkarz, grający na pozycji środkowego. Od sezonu 2016/2017 występuje w drużynie Saipa Alborz.

## Sukcesy klubowe
Mistrzostwo Iranu:
- 2015
- 2011, 2012, 2016

Klubowe Mistrzostwa Azji:
- 2015

## Sukcesy reprezentacyjne
Mistrzostwa Azji Kadetów:
- 2008

Mistrzostwa Świata Kadetów:
- 2009

Puchar Azji:
- 2016

Puchar Wielkich Mistrzów:
- 2017

Igrzyska Azjatyckie:
- 2018

## Nagrody indywidualne
- 2008: Najlepszy blokujący Mistrzostw Azji Kadetów